# No Borders - Flusso di coscienza
No Borders - Flusso di coscienza è un film documentario del 2020 diretto da Mauro Caputo.
È il primo film denuncia che documenta l'ingresso in Italia di migliaia di migranti "invisibili" provenienti dalla rotta balcanica.

## Distribuzione
Il film è uscito ufficialmente il 24 marzo 2021 con un esperimento editoriale digitale della Marietti Editore che pubblica per la prima volta il testo La porta d'Europa - Il confine italiano della rotta balcanica (scritto da Mauro Caputo e dalla giornalista Donatella Ferrario), associato al film nella versione streaming. La voce narrante è di Adriano Giraldi.

## Pubblicazioni
- La porta d'Europa. Il confine italiano della Rotta balcanica - ed. 2021 Marietti Editore – libro (autore Mauro Caputo e Donatella Ferrario) + film No Borders - Flusso di coscienza (regia Mauro Caputo)
- Europe’s door. The Italian border of the Balkan route - ed. 2021 Marietti Editore – libro (autore Mauro Caputo e Donatella Ferrario) + film No borders. Stream of consciousness (regia Mauro Caputo)